# Roselin de Roborowski
Carpodacus roborowskii
Espèce
Synonymes
- Kozlowia roborowskii

Statut de conservation UICN

 LC  : Préoccupation mineure
Le Roselin de Roborowski, aussi appelé Roselin tibétain, (Carpodacus roborowskii, anciennement Kozlowia roborowskii) est une espèce de passereaux de la famille des Fringillidae.
Son nom rend hommage à l'officier, explorateur et collecteur scientifique russe Vsevolod Ivanovich Roborovsky (en) (1856-1910).
L'espèce est quelquefois classée dans un genre à part, Kozlowia.

## Distribution
Cet oiseau peuple le nord-est du Tibet : Tsinghaï sur les monts Buckhan Boda, Amne Matchin, Wild Yak Steppe et, depuis Otani (1995), les monts Tanglha au sud-ouest du Tsinghaï.

## Taxonomie
Nikolaï Prjevalski, 1887, avait nommé cette espèce « Leucosticte roborowskii » en hommage à l’un de ses assistants, l’explorateur Roborowski. En 1907, Bianchi, au cours de l’expédition « Kozlowi », captura un spécimen et lui attribua le nom de genre Kozlowia du fait d’une morphologie différente (longues ailes et bec fin). Desfayes (1971), jugeant ces caractères purement adaptatifs, inclut Kozlowia dans Carpodacus. Pourtant Cheng (1987, 1994), dans ses inventaires de l’avifaune de Chine, persiste à le garder dans le genre Kozlowia.
L'étude phylogénique de Zuccon et al. (2012) montre que cette espèce est bien un Carpodacus.

## Habitat
- Aire de répartition

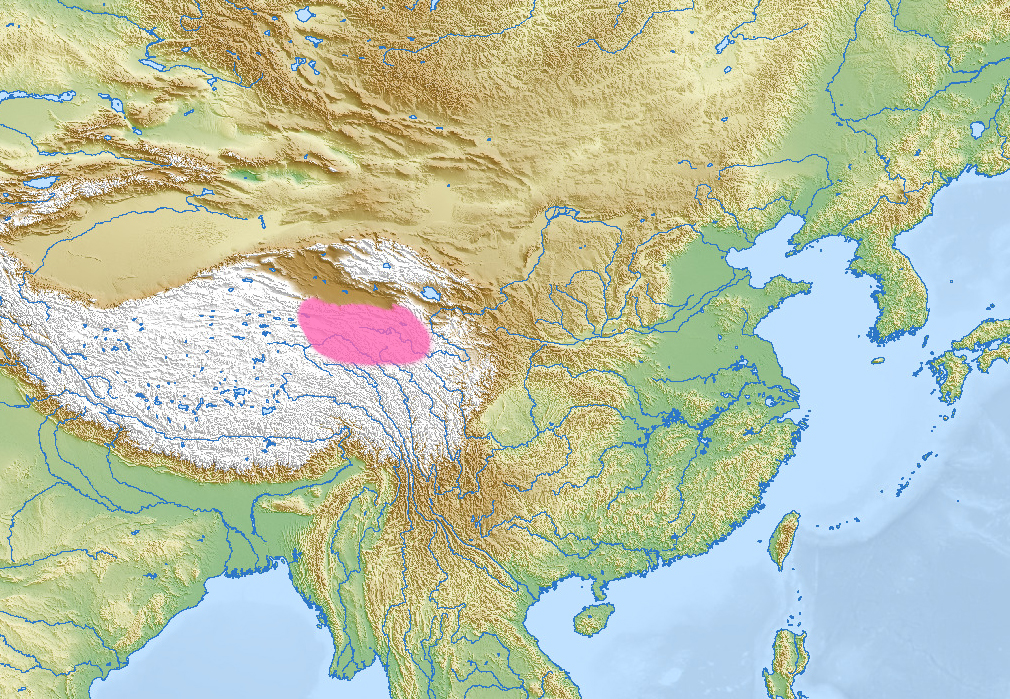
Roselin de Roborowski :
Aire de répartition

Ce roselin habite les steppes arides, les pentes de terre nue criblée de pierres plates et parsemée de plantes herbacées naines et de petites fleurs alpines.

## Alimentation
Il se nourrit, exclusivement sur le sol, de fleurs de pédiculaires (Pedicularis), de primevères (Primula), d’anémones (Anemone), de renoncules (Ranunculus), de pavots (Meconopsis), d’asters (Aster), de vesces (Vicia) et de benoîtes (Geum) qui émaillent alors le plateau tibétain de touches jaunes, roses et mauves. Certains individus ont été observés en train de picorer dans des mottes de terre.

## Mœurs
Il se déplace très rapidement sur le sol en se faufilant parmi les touffes d’herbes et en sautillant sur les deux pattes en même temps. Une photo de Jerzy Dyczkowki (site Oriental Bird Image) révèle une intéressante association entre un roselin de Roborowski  et un roselin de Hodgson (Leucosticte nemoricola) recherchant ensemble leur nourriture.

## Parade nuptiale
Elle était totalement inconnue jusqu’à l’arrivée de la série de photos de K. C. Lee prise en juin 2004 dans une zone encore recouverte de neige à Er La Pass dans le Tsinghaï. On y voit une femelle prélevant des brins de mousse et attirant un mâle qui se pose à côté. Il trottine sur le sol et ramasse à son tour une touffe de mousse puis entrouvre ses ailes. Il s’envole ensuite pour se positionner face à la femelle qui l’observe. Puis il avance, les ailes et la queue relevées, exhibant son croupion et son abdomen rose. Enfin, il termine sa parade dans la même posture mais au milieu d’une plaque de neige créant un contraste différent de ses attributs colorés. Aucune émission vocale n’a été entendue pendant toute la parade.

## Nidification
Elle est inconnue mais les dates de photos de juvéniles suggèrent une nidification tardive (fin juillet-début août). Aucun nid n’a été découvert mais l’habitat de très haute montagne (5 000 m) n’offre que des plantes naines, des affleurements rocheux et des cavités sur le sol, seuls emplacements possibles.

## Statut
L’espèce n’est pas aussi rare que le laissaient supposer les premiers observateurs de sorte que BirdLife International (2010) la considère aujourd’hui comme non menacée. Par ailleurs, la découverte d’Otani (1995) étendant la répartition de 350 km au sud-ouest de la localisation initiale contribue à en faire une espèce plus commune qu’initialement prévu.